# Núpufellshnúkur
Núpufellshnúkur är en bergstopp i republiken Island. Den ligger i regionen Norðurland eystra, 220 km nordost om huvudstaden Reykjavík. Toppen på Núpufellshnúkur är 781 meter över havet.
Trakten runt Núpufellshnúkur är nära nog obefolkad, med mindre än två invånare per kvadratkilometer. Det finns inga samhällen i närheten. Trakten runt Núpufellshnúkur består i huvudsak av gräsmarker.